# Peter Pilz
Pour les articles homonymes, voir Pilz.
Peter Pilz (né le 22 janvier 1954) est un homme politique autrichien. De 1986 à 2017, il est membre du Parti Vert autrichien (Les Verts - L'Alternative verte) puis de la JETZT – Liste Pilz à partir de 2017.
Le 4 novembre 2017, sur des allégations de harcèlement sexuel, Pilz démissionne de toutes ses fonctions politiques.

## Carrière politique
Né à Kapfenberg en Styrie, Peter Pilz a été membre du Parlement autrichien (Nationalrat) entre 1986 et 1991, et de 1999 à 2017. De 1992 à 1994, il a également été fédéral porte-parole des Verts.
Il s'est spécialisé sur les questions juridiques et sur des enquêtes liées à la corruption en politique. Communément connu pour être vêtu d'une veste noire et d'un T-shirt rouge, gris ou vert. Il a été le premier homme politique autrichien à tenir un blog sur Internet.
En janvier 2005, Peter Pilz s'est fait connaître internationalement, quand il a appelé Arnold Schwarzenegger et qu'il voulait que sa citoyenneté autrichienne lui soit retirée. En tant que gouverneur de Californie, Arnold Schwarzenegger avait refusé, à l'époque, d'intervenir dans l'exécution de Donald Beardslee, condamné pour meurtre. Peter Pilz a fait valoir que dans le droit autrichien, il est interdit de prendre part à la décision d'une exécution.
Quelques mois plus tard, Peter Pilz a soutenu qu'une personne qu'il a appelée « Zeuge D » (en allemand : le témoignage D) avait eu l'information que l'ancien président iranien Mahmoud Ahmadinejad avait participé au meurtre de trois Kurdes à Vienne en 1989. Selon lui, la police autrichienne avait déjà contacté le témoin, qui aurait vécu en France, mais cela avait été refusé par le ministère de la Justice autrichien.
En 2010, durant l'affaire du procès de Wiener Neustadt où 13 militants de la défense des animaux sont inculpés pour « formation d'une organisation criminelle », il annonce qu'un rapport, appelé rapport « Durand », de 97 pages rédigée par l'enquêtrice infiltrée « Danielle Durand » à propos de la Vereins gegen Tierfabriken (VgT) (en fr : Association contre les usines à animaux), à laquelle appartiennent certains des militants, sera publié sur sa page personnelle. L'enquête de la personne infiltrée montrent qu'elle n'a rien trouvé d'intéressant en matière pénale durant son enquête, cependant son travail n'est pas inclus dans le dossier judiciaire de l'enquête pendant plus de 17 mois. Peter Pilz s'est exprimé en disant « Wer sie liest, weiß, warum die Polizei diese Protokolle vor dem Gericht verstecken wollte » soit en français :« Quiconque les lit sait pourquoi la police a voulu cacher ces documents au tribunal »).
Le 25 juillet 2017, à la suite de la déception dans le leadership des Verts et du manque de réponses devant la crise des migrants[style à revoir], il a annoncé qu'il ferait une campagne indépendante lors des élections du parlement autrichien à l'automne. Il prend donc la tête de la Liste Peter Pilz, un groupe d'intellectuels, d'artistes et d'entrepreneurs, critique à l'égard de l’establishment.
Sa liste dissidente recueille 4,41 % des voix, soit huit sièges, tandis que les verts s'effondrent et échouent a passer le seuil électoral des 4 %, perdant toute représentation au parlement.
Le 4 novembre 2017, après des accusations publiques de harcèlement sexuel, Peter Pilz a annoncé qu'il ne siégerait pas au Conseil national,,.

## D'autres activités
- SK Rapid Wien : membre du Conseil d'administration, club autrichien de football, basé à Hütteldorf dans le quatorzième arrondissement de Vienne[7].